# Щитник лінійчатий
Щитник лінійчатий (Graphosoma lineatum) — вид клопів з родини щитників (Pentatomidae). Поширений у Північній Африці та Сицилії.

## Таксономія
Graphosoma italicum вважався підвидом або синонімом G. lineatum, але валідність G. italicum була відновлена за допомогою аналізу ДНК, проведеного у 2017 році, який продемонстрував, що сестринським видом до G. italicum є Graphosoma rubrolineatum, тоді як G. lineatum ближчий до Graphosoma semipunctatum.

## Опис
G. lineatum сягає 8–12 мм завдовжки. Тіло майже кругле, з великим щитком. Основне забарвлення верху тіла помаранчево-жовте з широкими чорними поздовжніми смугами. Передньоспинка має шість чорних смуг. Вусики чорні. Боки черевних сегментів (connexivum) жовті з великою кількістю дрібних чорних плям. Ніжки переважно помаранчеві, що відрізняє його від його родича G. italicum (з чорними ніжками).

## Підвиди
- G. l. lineatum (Linnaeus, 1758) - Марокко, Алжир, Туніс.
- G. l. siciliensis Lupoli, 2017 - ендемік Сицилії.